# Pilaret de la Petja
El Pilaret de la Petja és un monument protegit com a Patrimoni Arquitectònic Català del municipi de Torà (Solsonès).

## Situació
El pilaret s'aixeca a la mateixa carena de la Serra de Claret, a 745 metres d'altitud i a uns 150 metres al sud-est de la masia de la Petja, al marge d'un camp de conreu anomenat tros de l'Oratori. Als 2,6 km. trobarem la masia de la Petja. La simplicitat del monument contrasta amb l'extens i desolat panorama que l'envolta. Aquesta zona, abans un bosc ufanós, va estar molt castigada, per no dir devastada, per l'incendi de 1998. L'únic que va quedar dempeus va ser el pilaret. Al fons de la vall, al sud, 200 metres per sota, veurem el monestir de Sant Celdoni i Sant Ermenter de Cellers.

## Descripció
El pilaret (o creu-pedró) s'aixeca directament sobre l'aflorament d'un cingle. Està fet amb carreus, ben escairats, de pedra saulonenca (pròpia de la zona). De planta quadrada (64 x 64 cm.), fa 2,5 m d'alçada. A la part superior, a la cara nord, s'obre una capelleta protegida amb una reixa de forja, on, a la paret del fons hi ha un petit mural fet amb rajola de València amb les figures dels Sants Celdoni i Ermenter, ambdós a cavall i sostenint a la mà la palma del martiri. Cobreix el pilaret una pedra monolítica molt ben esculpida a tall de teulada, on, sobre la capelleta, hi consta la data "1761". Dalt de tot hi llueix una senzilla creu de ferro.
- El Monestir de Cellers vist des del Pilaret
- La llegenda ha donat nom a la masia propera
- Pilaret de cal Tanyot, a l'altra banda (Imatge amb anotacions)
- Sobre la roca saulonenca

## La llegenda
Els més antics d'aquestes contrades expliquen, molt seriosament, que els cavalls dels Sants Màrtirs, fugint dels seus perseguidors, van fer un salt des de la Serra de Claret fins a la de Cellers, per damunt de la vall. L'impuls deuría ser tan fort que varen deixar la petjada (la petja) de les seves peülles a la mateixa roca. Els clots que es poden veure prop del pilaret ho confirmen. A Catalunya hi ha diversos llocs amb marques atribuïdes a sants, a la Verge o al dimoni, que de manera general es denominen petjades mítiques.

## Altres dades
A l'altra banda de la vall, a la Serra de Cellers, també a la carena, hi ha un altre monument de característiques pràcticament idèntiques: el Pilaret de Cal Tanyot. Un i altre són fites del terme de Cellers a la vegada que tenen la funció d'oratori, com les mès conegudes creus de terme.